# HD 220759
HD 220759，又名CP-67 3964，SAO 255486、HR 8908，是一颗恒星，视星等为6.45，位于銀經315.38，銀緯-48.46，其B1900.0坐标为赤經23h 21m 11.8s，赤緯-67° -48.46′ 51″。